# Parides
Parides är ett släkte av fjärilar. Parides ingår i familjen riddarfjärilar.

## Bildgalleri

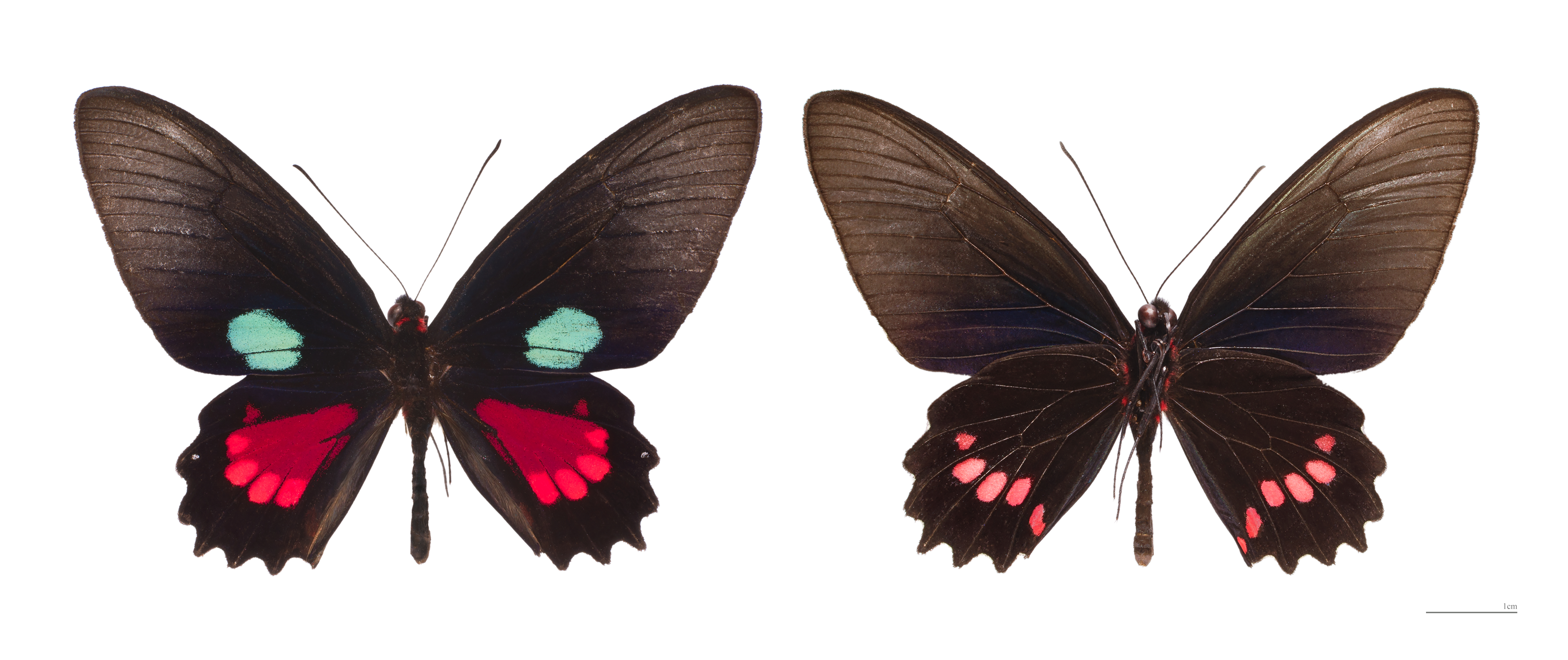
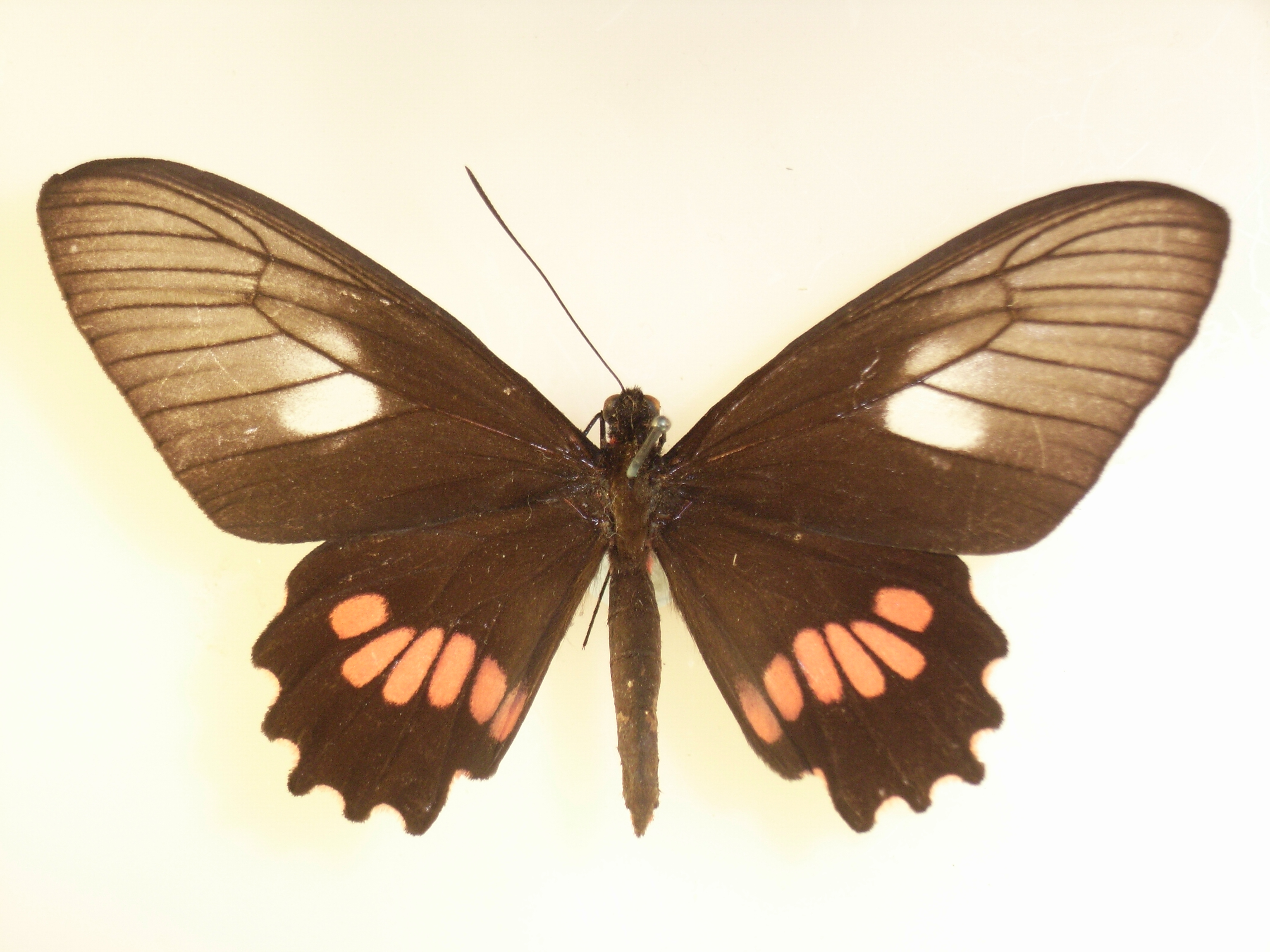
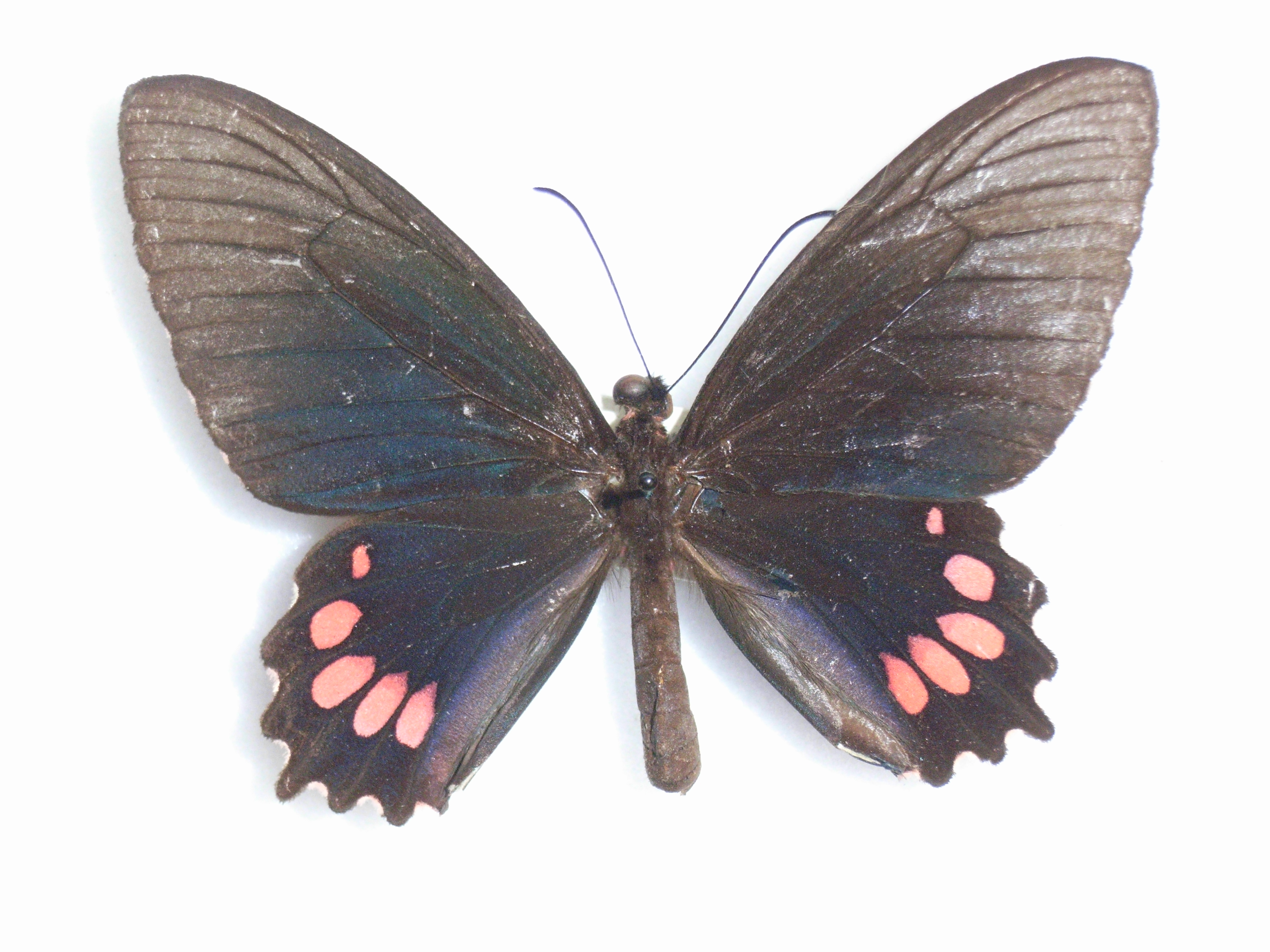
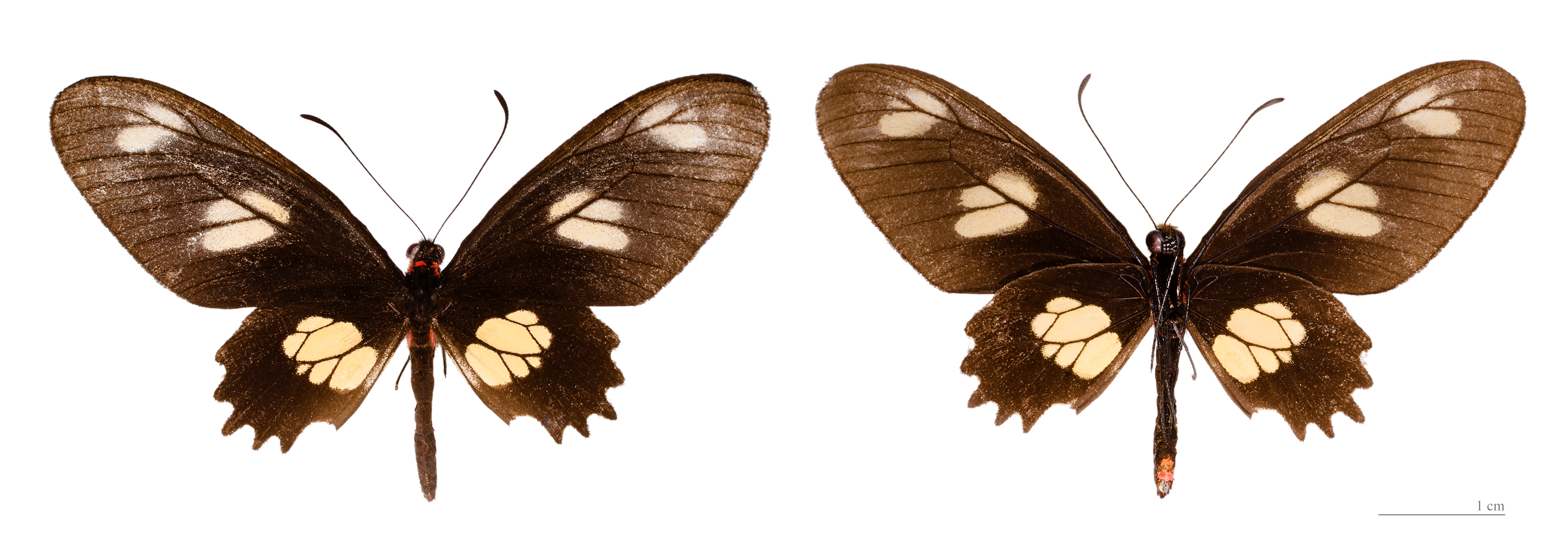

## Dottertaxa tillParides, i alfabetisk ordning[1]
- Parides aeneas
- Parides agavus
- Parides alopius
- Parides anchises
- Parides ascanius
- Parides bunichus
- Parides burchellanus
- Parides chabrias
- Parides childrenae
- Parides cutorina
- Parides echemon
- Parides erithalion
- Parides eurimedes
- Parides gundlachianus
- Parides hahneli
- Parides iphidamas
- Parides klagesi
- Parides lysander
- Parides montezuma
- Parides neophilus
- Parides orellana
- Parides panares
- Parides panthonus
- Parides phalaecus
- Parides phosphorus
- Parides photinus
- Parides pizarro
- Parides proneus
- Parides quadratus
- Parides sesostris
- Parides tros
- Parides vercingetorix
- Parides vertumnus
- Parides zacynthus